# NK Gordowa Veliki Grđevac
Nogometni klub "Gordowa" (NK "Gordowa" Veliki Grđevac; NK "Gordowa"; Gordowa; Gordowa Veliki Grđevac) je nogometni klub iz Velikog Grđevca, Bjelovarsko-bilogorska županija.  
U sezoni 2024./25. klub se natjecao u "1. ŽNL Bjelovarsko-bilogorskoj", ligi petog stupnja hrvatskog nogometnog prvenstva. 
 
Klupske boje su crvena (glavna) i plava (rezervna). 

## Vanjske poveznice
- NK "Gordowa" Veliki Grđevac , Facebook stranica
- (engl.) sofascore.com, NK Gordowa Veliki Grđevac
- (engl.) transfermarkt.com, NK Gordowa Veliki Grdjevac
- sportilus.com, NOGOMETNI KLUB GORDOWA VELIKI GRĐEVAC